# Свјетски дан кућних љубимаца
Свјетски дан кућних љубимаца обиљежава се 30. новембра. Овај датум је и дан када треба да се сјетимо свих оних љубимаца који чекају на удомљавање и да постану нечији пријатељ.

## Историја настанка овог дана
Краљица Викторија  је 1840. године организовала Краљевско друштво, чији су задаци били прикупљање прилога за одржавање животиња и надзор оних који су се према њима сурово понашали. У циљу заштите кућних љубимаца 1931. године у Фиренци је одобрен празник – Дан кућних љубимаца. На нашим просторима признање је добио тек 2000. године, захваљујући подршци Међународног фонда за добробит животиња. Сваке године овај дан обиљежавају сви срећни власници кућних љубимаца, ветеринари, водичи за псе и они чије су активности усмјерене на спречавање окрутности према беспомоћним створењима.